# Lythrypnus cobalus
Lythrypnus cobalus är en fiskart som beskrevs av William A. Bussing, 1990.. Lythrypnus cobalus ingår i släktet Lythrypnus och familjen smörbultsfiskar. IUCN kategoriserar arten globalt som otillräckligt studerad. Inga underarter finns listade i Catalogue of Life.